# 茶林镇
茶林镇，原为茶林乡，是中华人民共和国湖南省永州市双牌县下辖的一个乡镇级行政单位。

## 行政区划
茶林镇下辖以下地区：
桐子坳村、新院子村、老院子村、三家湾村、廖家湾村、靛口村、西山岭村、西边村、联合村、大河江村、高峰村、铲子坪村、全药冲村、沈家村、罗皇庙村和木斗庙村。

## 特色美食
- 酒糟肉：茶林镇每年年关杀猪时，家家户户都会将猪头肉处理干净后，再剁成两指宽大小的肉块，用盐腌制数日，均匀拌入酒糟和晒干的萝卜丝后放入坛子中，密封腌制十天半个月就可以开坛食用。